# COEsp
COEsp - Curso de Operações Especiais, conhecido por formar os Caveiras é um curso tático militar que qualifica o operador da segurança pública para que o mesmo desenvolva o serviço com o mais alto grau de excelência. É um conceito baseado na premissa de um grupo seleto, altamente treinado e bem disciplinado, formado por policiais voluntários, são especialmente equipados e treinados para poderem reduzir o risco associado a uma situação de emergência. Isto pode incluir ataques coordenados a alvos específicos, com intuito de salvamento, resgate, cumprimento do dever legal e instrucional da instituição pública pertencente.

## História
O COEsp surgiu no ano de  1978, inicialmente na Polícia Militar do Estado do Rio de Janeiro (PMERJ), pela crescente demanda de Segurança Pública da Cidade do Rio de Janeiro naquele período. O cenário era de uma organização de praticas criminosas com alto nível de violência em áreas de risco que não existia em décadas passadas. Tínhamos uma notável mudança do comportamento criminal, onde a Polícia Militar e Civil começava a ter dificuldades absolutas em exercer suas funções institucionais dentro de comunidades periféricas e "enclaves" de habilitação irregular urbana, que cresciam muito, dando origem às favelas. Então, rotineiramente patrulhas da polícia ficavam presas dentro de comunidades, policiais eram assassinados nesse contexto e os infratores estavam se organizando em território próprio, regras comunitárias, lavagem de dinheiro e capacidade bélica de guerrilha urbana, nenhuma Cidade do Brasil enfrentava o que o Rio de Janeiro enfrentou na época. Em várias polícias do mundo já existia o conceito de grupo tático especial, então o que foi feito foi percursor no Brasil mas que era realidade em países desenvolvidos como na Alemanha, com o "GSG 9", nos Estudos Unidos com a SWAT em Los Angeles principalmente enfrentando gangsters latinos que traficavam cocaína, maconha e heróina de cartéis mexicanos que tinham alto poder de fogo. Na época, como o Governo era Militar no Brasil e não tínhamos muitos recursos de didática para um cenário novo, primeiramente os conceitos e Curso de Operações Especiais para a PMERJ foi instruído 
com objetivo de demandas envolvendo ações rápidas e de assalto tático onde os instrutores eram de tropas de assalto paraquedista e ações especiais do Corpo de Exército localizado no Rio de Janeiro. A Polícia Militar do Rio de Janeiro sabia o que enfrentava e sabia o que queria em matéria de resultado operacional de uma tropa para acionamento diferenciado, até porque o acionamento por si só estava sendo revolucionado no que tange a comunicação via rádio. A Guerra Fria e corrida espacial, Guerra do Vietnã, assim gerando avanços tecnológicos para época, sendo que os Rádios HT's e repetidores de comunicação via ondas de rádio, nos anos 70, estavam chegando para os Policiais e Viaturas Policiais. O que hoje parece normal, na era do "smartphone", mas no contexto histórico da época, você conseguir direcionar uma ação policial via comunicação imediata por rádio a um único ponto, com a crescente expansão territorial urbana e populacional era formidável, em contexto de ação e planejamento. Um Oficial Comandante de Polícia Militar, na questão prática contextual e em Posto Superior de Capitão e Major, estava atuando muito além na hierarquia militar administrativa da caserna, agora o Comandante de Polícia podia agir com estratégia jamais vista,  direcionando um efetivo policial para algum ponto específico, podendo rever e editar ordens em tempo real, com importância e alcance operacional similar a um combate urbano, caso necessário. Todo esse contexto de aumento da demanda operacional das Forças de Segurança Pública ensejou a necessidade clara de um operador tático e um Curso de Formação coerente, digno para uma segurança pública com fatores novos na execução da política pública - COEsp, missões especiais, bem como adestramento físico e junto a demonstração de operabilidade fática, realização de instruções para conhecimentos especializados necessários ao bom desempenho de ações táticas.
Vários Estados já tinham escopos e seguimentos especiais dentro de suas polícias, como é o caso das Rondas Tobias de Aguiar - ROTA em São Paulo, devido à demanda de patrulhamento ostensivo e apoio de área na extensão territorial gigantesca que a Capital paulista tinha, com fator de aumento da área urbana e populacional o êxodo rural em alta frequência para a grande São Paulo. Onde a ROTA se diferencia na capacidade de deslocamento urbana com viaturas e patrulhamento diferenciado, demostrando tirocínio policial diferenciado, coragem e profissionalismo de seus integrantes.
Estados como Minas Gerais se limitam a copiar os conceitos e até as nomenclaturas referentes as tropas, grupos e batalhões especiais. Onde alegam que seu diferencial está na preparação e profissionalismo, mesmo não tendo um "mérito" de criação de grupamentos próprios com alto reconhecimento nacional. Mas é fato que a situação do contexto criminal de Minas Gerais é mais tranquila em relação ao Rio de Janeiro e São Paulo. Minas Gerais, com uma população de cultura mais tradicional e provinciana, conta com 853 municípios, onde 90% destes são mais parecidos a vilas habitadas com tímido comércio, ligadas por estradas de mão única com asfalto ou não. Perto de alguma Cidade de maior estrutura e assim por diante, com pouca ou nenhuma atuação organizada de facções que realmente dominam território. Em Estados como Minas Gerais o "controle social difuso" ainda funciona em muitos lugares, com o Padre da Igreja Católica conseguindo promover controle social no confissão das missas de domingo e penitências religiosas. Onde a Capital, Belo Horizonte, mais se assemelha a um grande conglomerado de pequenas cidades de hábitos interioranos, com asfalto terroso de mineiro de ferro e um comércio que em vezes faz jus de uma capital, onde em vezes está bem inferior a cidades do interior de São Paulo, Santa Catarina e até interior da Bahia. Com o povo mais pacato e com medo do "curupira", "mula sem cabeça", "mãe do ouro" e etc. Onde fazer segurança é quase que uma integração social e ajuda massiva da própria população para com a Polícia. 
Vendo então, no caso de Minas Gerais, que a criminalidade tem sua alta na Capital, mas ao mesmo tempo sem a presença de fuzis automáticos e armas longas, onde criminosos são presos assaltando de garrucha .22 até os dias atuais. A lamentável morte de um policial causa comoção em todo o Estado, não tirando o mérito, mas ao passo que a morte rotineira de Policiais no Rio de Janeiro já deixou uma lamentável aceitação de normalidade desse tipo de ocorrência. 
Em Estados nordestinos temos uma demanda de terreno árido que ensejou a criação de grupos especiais na área policial que são ícones na sobrevivência e resistência, juntamente com a operabilidade policial tática, junto a buscas em locais que nem GPS pega. Os Policiais nordestinos operam no sertão seco. Onde qualquer operador de grupos especiais do sudeste enfrentaria a morte por desidratação e inanição certa, no mesmo cenário e sem suporte, um Policial de Nordestino de Grupo Especial sobreviveria e operaria em função policial com alimento, hidratação e com traquilidade. Onde vemos que a demanda real cria aparelhos públicos formidáveis.
Os demais Estados, copiam e adaptam às operações especiais nas suas demandas, sejam elas altas ou não. 
Goiás tem se destacado, mas no seu contexto fático. 
Hoje ser "Caveira" se tornou um status, onde temos até esse termo em Guardas Municipais, Polícias Penais e etc.
Vemos Grupos Especiais de Combate ao Crime Organizado no Ministério Público, onde operam em terreno juntamente com a polícia e vestuário tático completo, onde os Promoters e Procuradores vão armados. Tais grupos do MP, fazem adestramentos com grupos táticos policiais, para atuarem em campo.
Todos querem ser "caveira" na sua respectiva função e demanda. 
Empresas de trasporte de valores e de segurança privada estão criando, dentro de suas atividades, grupos de vigilantes e segurança privada especial. Nesse cenário com a necessidade de atuação mais específica em contextos de negociação com o contratante, que deverá pagar mais pelo serviço diferenciado.
A Polícia Federal é mais técnica, onde tem o COT, como Comando do Operações Táticas. O grupamento tático da Polícia Federal tem como missão o apoio operacional especializado nas atribuições legais que a Policia Federal tem. Quando a exigência de complexidade e perigo demandam mais qualidade técnica. O COT treina muito e praticamente todos os dias. Um grupo do COT entra em um avião da Polícia Federal e só fica sabendo da missão durante o vôo e sem comunicação com a família do operador e possibilidade alguma de vazamento da operação.
Cursos especiais formam grupos especiais para demandas especiais.
As disciplinas são variadas com ênfase aos treinamentos de ações em áreas urbanas, rurais, aquáticas e aéreas, com alto grau de exigência física e psicológica. 
Ao término do curso, com aprovação e resistência o operador pertencerá a um seleto grupo, altamente treinado e onde a disciplina é a base. Os policiais são voluntários, onde a atratividade de pertencimento vem da qualificação, pois são especialmente formados para lidar com equipamentos diferenciados para poderem reduzir o risco associado a uma situação de emergência. Isto pode incluir ataques coordenados a alvos específicos, visando o apoio e resgate de policiais em situação de risco, ocupação de locais controlados por facções criminosas com alto poder de fogo, cumprimento de mandados de busca e apreensão e mandados de prisão em áreas de difícil acesso, resgate e negociação em situação com reféns, e diversas situações congêneres. Por isso a intensa exigência e formação qualificada no Curso de Operações Especiais. Levando-se em conta que sua origem genuína e nascimento foi no Rio de Janeiro, na PMERJ, juntamente com doutrinas de ações de assalto militar de combate, mas com a adaptação fática de terreno e cenário complicado das comunidades do Estado do Rio de Janeiro. Onde a operação constante, devido a demanda de segurança pública no país fez com que as demais polícias militares dos Estados importassem para suas instituições, com as devidas adaptações, as doutrinas desse formidável Curso de Operações Especiais.

## Disciplinas
Entre as disciplinas ministradas destacam-se:
- Tiro de combate e de alta precisão
- Mergulho
- Paraquedismo
- Contraterrorismo
- Operações helitransportadas.
- Invasões táticas em estruturas tubulares (trens, metro, ônibus e aviões)
- Ambientes confinados para resgate de reféns
- Intervenção em rebeliões de presídios

## Faca na Caveira
A Faca na Caveira é uma simbologia que remonta aos tempos da Segunda Guerra Mundial, onde os COMANDOS INGLESES faziam operações de sabotagem na Alemanha Nazista e França ocupada pelo Exército Alemão. As Tropas Especiais Alemãs e a "SS" usava em coberturas e boinas o símbolo de uma Caveira, onde vários significados são atribuídos, pois eram tropas alemãs encarregadas de extermínio e controle da população dominada nas invasões. A Caveira em uniformes da Alemanha Nazista diziam respeito a tropas que realmente estavam ali para fazer o for necessário, onde também faziam uma sátira e "deboche" significando que retornaram dos mortos, pois antes da Segunda Guerra Mundial o que era difundido em propaganda na Europa e no mundo é é que o Exército Alemão estava totalmente eliminado após a Primeira Guerra Mundial. Então, para satirizar e demonstrar que estavam "de volta dos mortos" os uniforme alemães ostentava símbolos com o crânio de um esqueleto humano. Em outras situações a caveira alemã era semelhante a de um aviso de comunicação visual universal que remete a toxina, ambiente, situação ou objeto perigoso. Demonstrando assim a capacidade letal da tropa ou arma de exército que ostentava um crânio humano com dois ossos de fêmur cruzados atrás. Como essa comunicação visual causava medo significado morte, então as Tropas Especiais de Comandos Ingleses, que praticavam sabotagens em instalações dentro do território inimigo e assassinatos ou sequestro de oficiais nazistas para obtenção de informações, criaram o símbolo, de uma simples faca atravessada no crânio que tanto tinha um simbolismo para os nazistas. 
Primeiro, numa tática psicológica de causar terror aos inimigos alemães e italianos os Comandos Ingleses, quando operavam em determinado local deixavam deliberadamente uma "caveira" crânio com um punhal ou faca fincada debaixo do osso no queixo no crânio encontrado em campo de batalha, junto a mensagens de ameaça e implantando informações de contra inteligência para causar confusão nas tropas alemãs. Onde também, quando capturavam oficiais nazistas, que foram torturados para obtenção de informações, os Comandos Ingleses atravessavam uma faca na mesma posição, mas com a língua do alemão para fora, simbolizando que as informações foram obtidas. Tudo fazia parte de uma estratégia de simbolismos e causar terror no inimigo que temia ataques noturnos e repentinos.
Logo, com o simbolismo difundido, veio a representação gráfica de desenhos e imagens da famosa "faca na caveira" onde, para os Ingleses que operavam difíceis missões em território inimigo, sem apoio e somente com os recursos precários da época, de 1939 à 1945, quando retornavam para casa, viam o símbolo como uma vitória da sua vida contra a morte iminente, pois os alemães eram impiedosos com os soldados capturados que pertenciam aos Comandos Ingleses.
Dessa forma, com uma releitura da origem do símbolo, ficou difundido no meio Militar o significado de tropa especial e não convencional para missões especiais. Sendo que a "caveira" tem etimologia nórdica anglo saxônica, onde "crânio" vem do latim grego. Então "Caveira" é sim uma releitura dos significados militares Ingleses, Alemães e com muita simbologia para os povos nórdicos como os vikings.
O que vislumbramos hoje é uma difusão da comunicação visual, atributo simbólico e histórico e releitura adaptativa ao que temos hoje.

### A faca
Tem como ignificado o caráter de quem faz da ousadia sua conduta. Também representa a forma como o militar encara o sigilo das missões. Dos artefatos até hoje criado para o combate é o mais perfeito

### A caveira
Tem como significado a capacidade de se adaptar à mudança e é o único meio que possuímos para dominar os nossos instintos e é o que nos diferencia dos animais a inteligência e o conhecimento, assim como a morte.

### A faca na Caveira
A faca cravada na caveira símboliza que não importa se o desafio é forte, grande ou difícil demais, porque a determinação em vencer superará qualquer coisa. Não importam as de feridas que a vida traga, o que importam são as cicatrizes curadas. A força está demonstrada no modo como levanta-se depois de cair.